# Brenda Russell
Brenda Russell (nata Brenda Gordon; Brooklyn, 8 aprile 1949) è una cantautrice e pianista statunitense (ma canadese d'adozione), dedita principalmente ai generi jazz, soul e R&B, in attività dalla metà degli anni settanta.

## Biografia
Ha al suo attivo collaborazioni con altri interpreti, quali Diana Ross, Babyface, Mary J. Blige, Ray Charles, Joe Cocker, Roberta Flack, Janet Jackson, Al Jarreau, Donna Summer, Luther Vandross.
In totale, ha pubblicato sinora 12 album, il primo dei quali è l'album eponimo del 1979. Tra i suoi brani più famosi, figurano Piano in the Dark del 1988, cantato in coppia con Joe Esposito, e If Only for One Night.
Nel 2005 il suo musical The Color Purple ha esordito a Broadway. Oltre che interprete e compositrice, è anche produttrice discografica.
Il cognome Russell è del primo marito, Brian Russell.

## Discografia

### Album
- Brenda Russell (1979)
- Love Life (1981)
- Two Eyes (1983)
- Get Here (1988)
- Kiss Me With The Wind (1990)
- Greatest Hits (1992)
- Soul Talkin' (1993)
- Paris Rain (2000)
- Ultimate Collection (2001)
- So Good So Right: The Best Of Brenda Russell (2003)
- Between The Sun And The Moon (2004)
- In the Thick of It: The Best of Brenda Russell (2009)